# هورو
هورو، روستایی از توابع بخش مرکزی شهرستان ماکو در استان آذربایجان غربی ایران است.

## جمعیت
این روستا در دهستان چایپاسارحنوبی قرار دارد و براساس سرشماری مرکز آمار ایران در سال ۱۳۸۵، جمعیت آن ۷۸ نفر (۱۶خانوار) بوده‌است.